# Anne Jean Marie René Savary

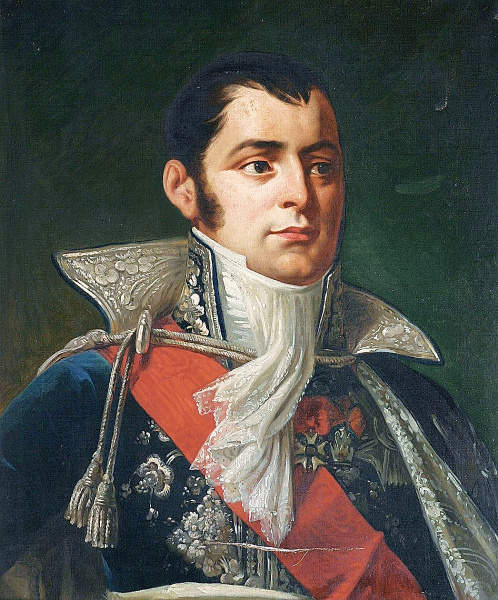
Portret van Savary, hertog van Rovigo.

Anne Jean Marie René Savary, 1ste hertog van Rovigo (26 april 1774 – 2 juni 1833) was een Franse generaal, diplomaat en minister van Politie tijdens de Franse Revolutie en de napoleontische oorlogen.

## Biografie

### Kindertijd en militaire dienst
Savary, geboren in de Château Dérué in Marcq (een dorp in de Argonne tussen Vouziers en Varennes), was de derde zoon van Ponce Savary, een gewone officier die dankzij zijn staat van dienst er in slaagde om ridder te worden in de Koninklijke en Militaire Orde van Saint-Louis.
Anne Jean Marie René had een opleiding gevolgd aan het Sint-Louis college in Metz. Maar in 1790 op 16-jarige leeftijd trad hij toe tot een cavalerie regiment, het Royal-Normandie, waarin zijn vader had gediend. De deelname van dit regiment aan de onderdrukking van de opstand tegen de officieren van het Nancy garnizoen in augustus 1790 werd de vuurdoop van het regiment en Savary zelf.

### De Revolutionaire periode

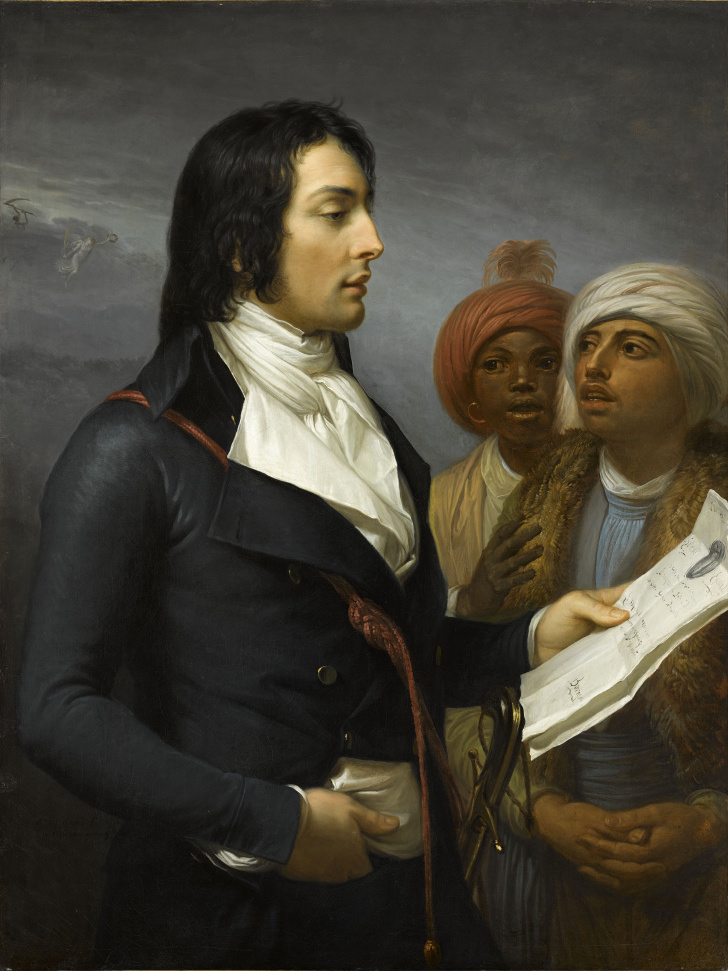
Portret van generaal Desaix in Egypte.

Dankzij de emigratie van een aantal royalistische officieren werd Savary in september 1791 bevorderd tot tweede luitenant. In 1792 diende hij in het leger van generaal Custine dat tegenover de troepen van de hertog van Brunswijk stond. Na deze campagne werd Savary kapitein; hij werd benoemd tot verbindingsofficier van generaal Pichegru en vervolgens van generaal Moreau tijdens de Rijncampagnes.
Vervolgens werd hij benoemd tot adjudant van generaal Desaix, die hij vijf jaar lang volgde: eerst met het Rijnleger, daarna van 1798 tot 1800 met het leger tijdens de Egyptische campagne. Savary leidde de landingstroepen van Desaix's divisie tijdens de veroveringen van Malta en Alexandrië. Hij nam eveneens deel aan de slag om de Piramides. Hij diende nog steeds onder Desaix's bevel tijdens de tweede Italiaanse campagne tot aan de slag bij Marengo, waar de generaal werd gedood.
Savary had een grote genegenheid voor Desaix en bewonderde zijn talent en menselijkheid. Hij vond het lichaam van zijn overste, dat hij herkende aan de hand van diens overvloedig donker haar. Hij liet het lichaam naar de dichtstbijzijnde stad brengen voor de begrafenis en lichtte Bonaparte in over het nieuws. Napoleon had een zeer goede band met Desaix en was onder de indruk van Savary's niet aflatende loyaliteit en wilskracht. Napoleon benoemde Savary tot zijn aide de camp (vleugeladjudant) en vertrouweling.

### Napoleons vertrouweling - De eerste politieoperaties (1800-1803)
Savary, die Napoleon bij al zijn reizen vergezelde, werd met delicate missies belast. In september 1800 werd hem opgedragen een onderzoek in te stellen naar de ontvoering van senator Clément de Ris, een ontvoering die in feite werd georganiseerd door toenmalig Minister van Politie Joseph Fouché. Hetzelfde jaar vertrok hij naar de Vendée om de handlangers van Georges Cadoudal op te sporen. In september 1801, met de rang van kolonel, werd Savary commandant van de elite gendarmerie die verbonden was aan de bescherming van Bonaparte. Het Ministerie van Politie van Fouché, de nationale gendarmerie van Moncey en Savary's elitekorps zijn unieke en verschillende politiediensten die Napoleon heeft opgericht om elkaar te versterken, maar ook ter dienstoverschrijdende controle.
Tegelijkertijd werd Savary een intiem lid van de Bonaparte-familie en werd hij regelmatig uitgenodigd op feestjes bij het kasteel van Malmaison. Daar ontmoette hij Félicité de Faudoas, een verre verwante van Joséphine de Beauharnais en een klasgenoot van haar dochter Hortense. Met instemming van de eerste consul Bonaparte trouwden zij op 27 februari 1802 en kregen eind 1802 een dochter, Joséphine-Hortense. Begin augustus 1803 vergezelde hij Napoleon en Joséphine op een reis naar België, de Ardennen en Reims.

### Het complot van Cadoudal (1803)
Op 29 augustus 1803 werd Savary bevorderd tot brigadegeneraal. In oktober 1803 onthulde zijn politiedienst het bestaan van een plan, georkestreerd door Cadoudal, om de Eerste Consul te elimineren. Savary drong vakkundig de ontmoetingsplaats van de samenzweerder binnen. Zijn rapporten waarschuwden de regering van het belang van deze samenzwering. Bij het complot waren ook generaal Pichegru en generaal Moreau betrokken. Pichegru werd gearresteerd en pleegde zelfmoord op 4 april 1804 in de Tour du Temple waar hij gevangen zat, terwijl Moreau verbannen werd. Cadoudal, gearresteerd op 9 maart 1804, werd ter dood veroordeeld en op 25 juni 1804 geguillotineerd nadat hij weigerde om gratie te vragen. Uit onderzoek bleek dat de samenzweerders hadden uitgekeken naar de terugkeer van een prins van koninklijk bloed naar Frankrijk om hun complot te voltooien.

### De executie van de hertog van Enghien (1804)

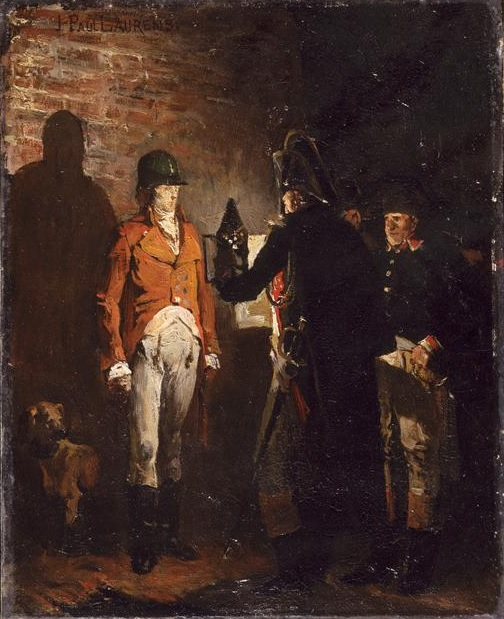
De hertog van Enghien voor het vuurpeloton, aangevoerd door Savary.

Op 10 maart 1804 besloot Bonaparte om de hertog van Enghien, de bloedprins van de Maison de Condé, te arresteren op verdenking van deelname aan het complot van Cadoudal.
De hypothesen lopen uiteen over de beweegredenen van Bonaparte: het is niet duidelijk of er echte aanleidingen waren. Hoogstwaarschijnlijk was de arrestatie een aanval die als doel had de koningsgezinden angst aan te jagen, ofwel ging het om het verlangen van Napoleon om zijn revolutionaire oorsprong te benadrukken. In ieder geval drong in de nacht van 15 maart 1804 een detachement van dragonders onder bevel van generaal Ordener illegaal Duits grondgebied binnen en zij ontvoerden de hertog in Ettenheim om hem terug te brengen naar Straatsburg.
Op 20 maart 1804 werd de hertog naar Vincennes overgebracht en diezelfde avond nog zonder getuigen berecht door een militaire commissie onder voorzitterschap van generaal Hulin. Savary, die aan het hoofd stond van de elite gendarmerie die zich in Vincennes had verzameld, was geen lid van de commissie maar woonde wel de beraadslagingen bij. De aanwezigheid van een familielid van de Eerste Consul zette de commissie onmiskenbaar onder druk. Na een kort verhoor waarin de hertog het complot ontkende, maar moedig opschepte over de strijd tegen de Franse Republiek, werd hij ter dood veroordeeld. De hertog werd vervolgens naar de greppels van het kasteel van Vincennes geleid en op bevel van Savary neergeschoten door een peloton van gendarmerie.
Savary wijdde verschillende pagina's van zijn memoires toe aan de gebeurtenissen die tot deze executie hebben geleid. Hij gaf aan dat zijn rol in het verhaal van secundaire aard was.

### Generaal Savary (1805-1807)
Napoleon benoemde Savary tot divisiegeneraal in februari 1805 en overhandigde hem de gedenkplaat van de grootofficier van het Legioen van Eer. Savary keerde terug naar de slagvelden en werd opnieuw keizerlijke adjudant.
Kort voor de Slag bij Austerlitz werd Savary met vredesvoorstellen naar tsaar Alexander I van Rusland gestuurd. Zijn missie bestond er ook in om informatie te verzamelen over de vijandelijke plannen en troepensterkte. Napoleon probeerde hiermee zijn tegenstanders ervan te overtuigen dat ze aan de vooravond stonden van een zekere overwinning. Het voorstel werd afgewezen door de tsaar, die recht in de val van Napoleon viel. Op 2 december 1805 werden de coalitietroepen verpletterend verslagen door het Franse leger.
Savary nam vervolgens deel aan de Pruisische en Poolse campagne tijdens de Vierde Coalitieoorlog. Hij onderscheidde zich tijdens de Slag bij Jena op 14 oktober 1806, toen hij er tijdens de achtervolging van de terugtrekkende Pruisen in slaagde om een heel regiment van huzaren gevangen te nemen. Op 20 november 1806 veroverde hij de vesting van Hamelen.
Begin 1807 werd Savary aan het hoofd van het Vde Legerkorps geplaatst ter vervanging van maarschalk Lannes, die sinds eind december ziek was. Zo verdedigde hij de stad Warschau tegen de Russen in de nasleep van de Slag bij Eylau. Op 16 februari 1807 leidde hij de Franse troepen in de slag om Ostrolenka en versloeg hij onmiskenbaar de Russische troepen van generaal Ivan Nikolajevitsj Essen. Deze overwinning was Savary's briljantste wapenfeit. Napoleon beloonde hem royaal met een pensioencertificaat van 20.000 frank en benoemde Savary vervolgens Grand Aigle van het Legioen van Eer op 25 februari 1807.

### Ambassadeur in Rusland (1807)
Na de veldslagen van Heilsberg en Friedland werd Savary gouverneur van Oost-Pruisen. Na de Vrede van Tilsit in juli 1807 tussen het Franse en Russische Rijk werd de generaal als gevolmachtigde naar Sint-Petersburg gestuurd, waar hij toezicht moest houden op de toepassing van de geheime clausules van het verdrag en het Continentaal stelsel.
Ondanks talrijke vriendelijke betogingen van tsaar Alexander I sloot de Russische aristocratie haar deuren voor Savary, waarmee ze hun vijandige houding tegenover Napoleons gezant als "vertegenwoordiger van een revolutionaire natie" en vooral als "beul van Vincennes" ("de moordenaar van een prins van koninklijk bloed") uitdrukten. Hoewel hij er geleidelijk aan in slaagde om getolereerd te worden bleef Savary zich in deze situatie zeer ongemakkelijk voelen. Zijn gewoonten, zijn openhartigheid en zijn zin voor actie waren niet verzoenbaar met een diplomatieke positie. Al snel vroeg Savary om vervanging door een professionele diplomaat. Napoleon besloot hem voor het einde van 1807 terug te roepen naar Parijs; hij werd onmiddellijk afgelost door opperstalmeester Caulaincourt.
Savary keerde in januari 1808 terug naar Frankrijk. Op 7 februari 1808 werd hij opgenomen in de nieuwe bevordering van adel van het Franse Rijk en werd hij hertog van Rovigo, een titel met een schenking van 15.000 frank. In maart vertrok de generaal richting Spanje.

### De Spaanse kwestie - Bayonne - Bevelhebber in Madrid (1808-1809)

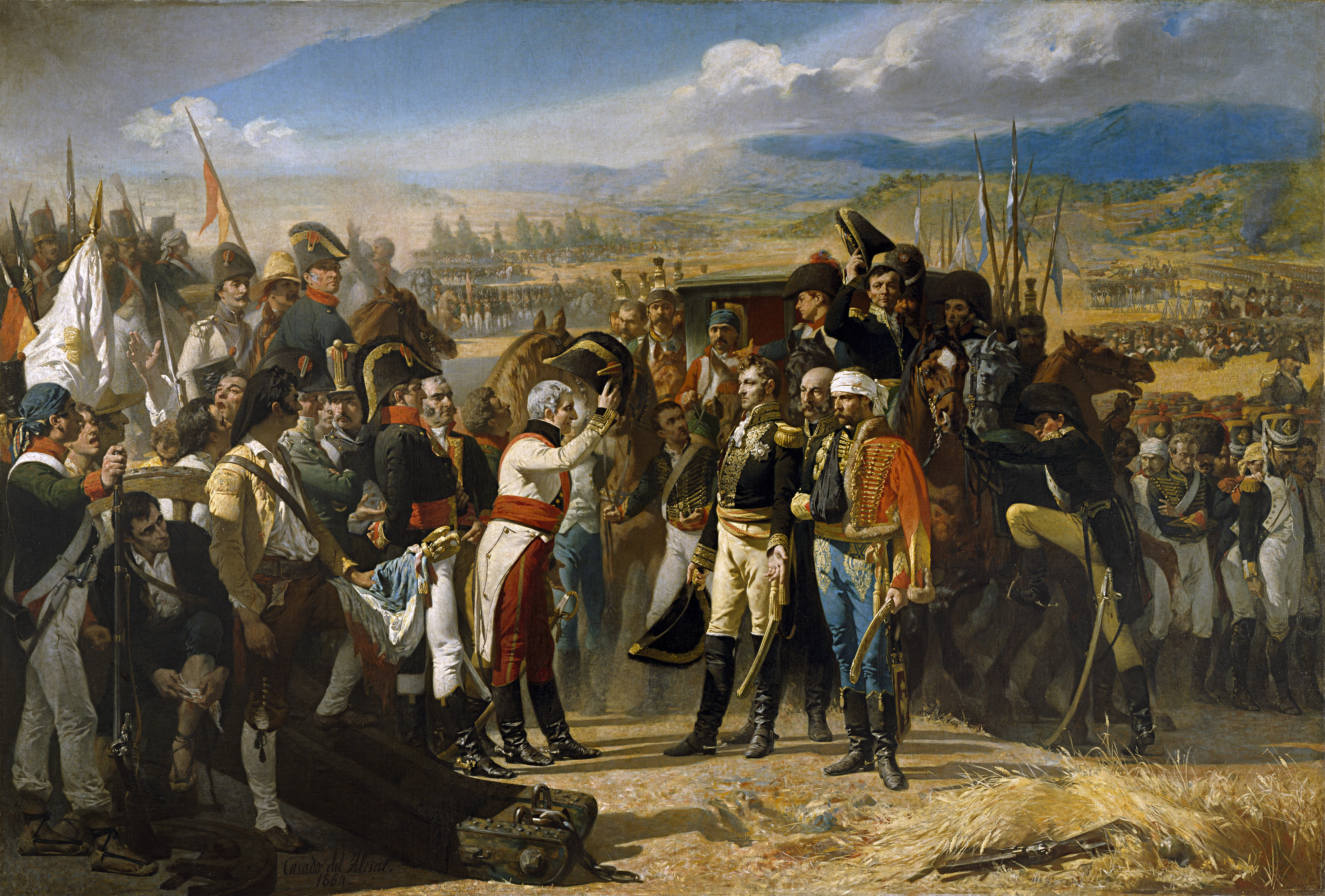
Generaal Dupont na de nederlaag bij Bailén.

Het koninkrijk Spanje werd in de greep gehouden door een ernstige politieke crisis. De macht werd gedeeld tussen koning Karel IV, premier Manuel de Godoy en de erfgenaam van de kroon Ferdinand, prins van Asturië. In werkelijkheid regeerde de koning niet langer: onder invloed van Napoleon stemde hij bijvoorbeeld ermee in om het Franse leger de Pyreneeën te laten oversteken om Portugal te bezetten. Godoy overzag alle binnenlandse zaken.
Op 17 maart 1808 startte de prins van Asturië in Aranjuez een opstand tegen zijn vader en Godoy. Hij nam de macht over onder de naam Ferdinand VII en liet de premier arresteren.
Napoleon werd de zwakte van zijn Spaanse bondgenoot zat. Hij vond het noodzakelijk dat het land, net als alle andere Europese staten, de Continentale Blokkade in Napoleons economische strijd tegen Engeland nauwgezet moest toepassen. Tegen het advies van Talleyrand in overwoog de keizer de verovering van het Iberisch schiereiland en de installatie van een van Napoleons familieleden op de Spaanse troon. De troepen onder Joachim Murat zouden voor Napoleons doeleinden ingezet worden.
Savary werd naar Murat gestuurd om Napoleons orders mee te delen: ze moesten Ferdinand VII naar Frankrijk brengen om vervolgens een broer van de Franse keizer op de troon te kunnen zetten (dat terwijl Murat zelf hoopte op het koningschap). De Spanjaarden toonden aanvankelijk sympathie aangezien ze van de Fransen hadden verwacht dat Ferdinand door Napoleon zou worden gesteund. Savary slaagde er in de prins van Asturië te overtuigen om Napoleon te ontmoeten om zijn zaak te bepleiten en hem te verzekeren van zijn verlangen om goede betrekkingen met Frankrijk te onderhouden. De onderhandelingen van Bayonne waren echter een politieke valstrik van Napoleon en het werd de feitelijke leiders van Spanje onmogelijk gemaakt om te interveniëren. Wanneer de Spaanse koninklijke familie te laat haar fout had ingezien, waren ze genoodzaakt hun zeggenschap over hun land op te geven. In de tussentijd werd in Madrid een volksopstand op 2 mei (Dos de Mayo) bloedig neergeslagen door Murat.
De opstand die op 2 mei begon duurde de hele maand mei voort. Napoleon belastte Murat met het coördineren van de repressie, maar hij werd ziek en bleek niet in staat de Franse legers ter plaatse te leiden. Napoleon beval Savary om Murat te vervangen. De generaal werd hierdoor in de militaire hiërarchie boven de maarschalken Bessières en Moncey geplaatst. Orders werden met enige aversie uitgevoerd door generaal Belliard, de stafchef van Murat. De verstandhouding met plaatsvervangend gouverneur, generaal Grouchy, was ook niet optimaal. Bij deze laatste leidde het zelfs tot polemiek, met boekenuitgaven ter verdediging van zowel de scherpe standpunten van Savary als Grouchy.
Savary verzette zich al snel tegen ambassadeur La Forest. De generaal maakte zich zorgen over de behoeften en het welzijn van de Franse soldaten, terwijl de diplomaat probeerde Spaanse ministers niet op te jagen door onder meer te hoge financiële bijdragen te vragen. Terwijl Savary met repressie en geweld wilde reageren op de vijandigheid van de Spaanse bevolking, hoopte La Forest harten te winnen door te onderhandelen. De acties die Savary ondernam beledigden zelfs de Afrancesados (Spaanse francofielen) in hun nationale eer.
Eind juni 1808 keerde Murat terug naar Spanje. Samen met Savary waakte Murat over de komst van de nieuwe Spaanse koning Jozef Bonaparte. De militaire situatie verslechterde echter met de dag. Savary uitte vooral zijn bezorgdheden over generaal Dupont, die militair actief was in Andalusië. Ondanks Savary's advies om Dupont te ondersteunen kende Napoleon de resterende troepenversterkingen toe aan maarschalk Bessières. De maarschalk boekte op 14 juli een overwinning op de Spaanse troepen in de slag om Medina de Rioseco, wat de reis van Jozef Bonaparte naar Madrid aanzienlijk vergemakkelijkte. Een paar dagen later vernamen de Franse autoriteiten in Madrid het nieuws van de nederlaag van generaal Dupont te Bailén. Dit was de eerste grote nederlaag van het napoleontische leger tot dan toe. Het had een grote invloed op de Spaanse bevolking (om hun strijd verder te zetten) en op Napoleons internationale betrekkingen. Savary adviseerde Jozef de Spaanse hoofdstad te ontvluchten. Kort daarna vertrok hij zelf richting Frankrijk om Napoleon te informeren over de gebeurtenissen. De keizer was mateloos geïrriteerd door de nederlaag van Dupont en de te snelle vlucht uit de hoofdstad.
Napoleon nam het heft in eigen handen. In december volgde Savary zijn keizer in de strijd tegen het Engelse expeditieleger dat in Spanje opereerde. Napoleon kreeg echter te horen dat in Frankrijk tijdens zijn afwezigheid politieke plannen werden gesmeed door twee van zijn ministers: Talleyrand en Fouché.

### Minister van Politie (1810-1812)

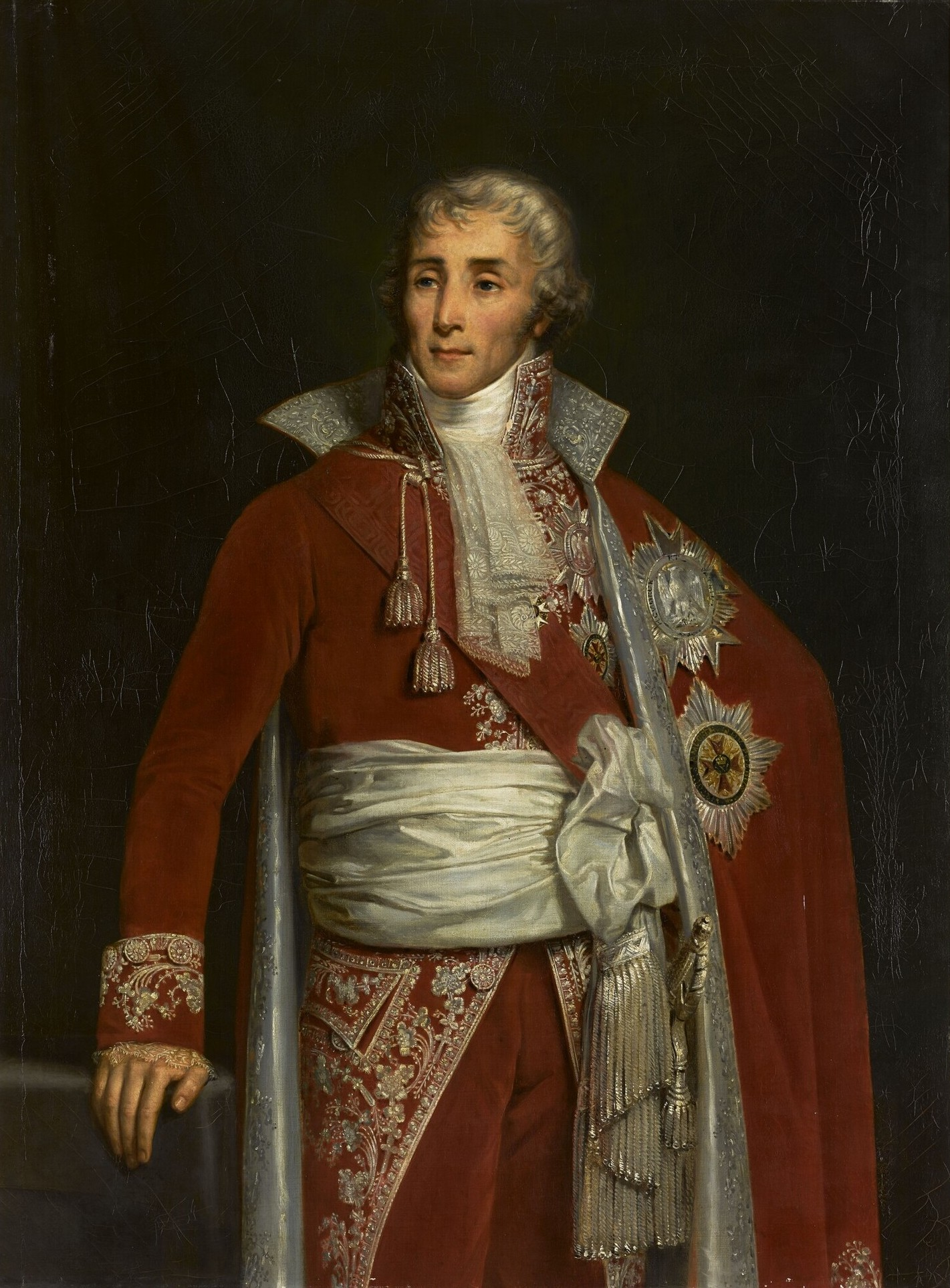
Minister van Politie Joseph Fouché.

Voortgaand op de geruchten dat Napoleon zou gesneuveld zijn in zijn Spaanse veldtocht ontwikkelden minister van Buitenlandse Zaken Talleyrand en minister van Politie Fouché het plan om de ambitieuze Murat, Napoleon's schoonbroer, op de Franse troon te plaatsen. De staatsgreep mislukte echter door de onverwachte terugkeer van Napoleon in Parijs. Beide ministers kregen van hun leider de wind van voren.
Napoleon verlangde naar een eengemaakte politiemacht onder leiding van een loyale dienaar. Gezien Savary's ervaring als aanvoerder van gendarmerie werd hij als vervanger van Fouché gekozen. Om het werk van zijn opvolger aanzienlijk te bemoeilijken had Fouché in de periode van de machtsoverdracht grote delen van het politiearchief in brand laten steken. Ook heel wat bezwarende documenten werden ontvreemd en banden met geheim agenten werden verbroken. Savary's toewijding aan Napoleon werd snel duidelijk door zijn doortastende maar onpopulaire acties om het ministerie opnieuw naar behoren te laten functioneren. De hertogin van Rovigo organiseerde vele sociale gelegenheden om verstandhoudingen positief te bevorderen, terwijl Savary zelf zich inspande om minder hard en brutaal over te komen.

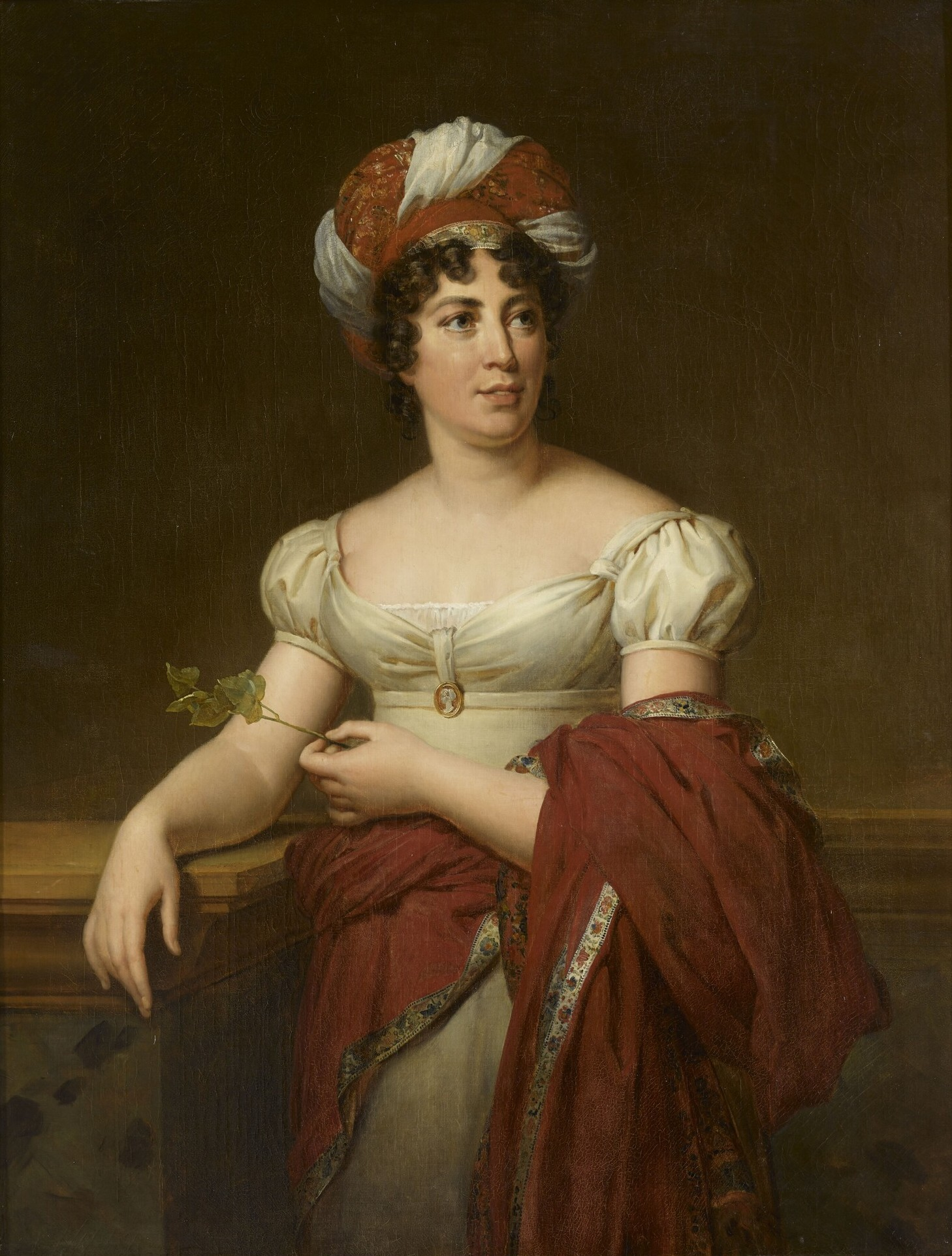
Germaine de Staël, slachtoffer van napoleontische censuur.

Censuur en strikte toepassingen van de wet (en decreten) maakten echter voornamelijk deel uit van Savary's beleid in 1810 en 1811. In Parijs werden maar vier in plaats van zes kranten toegestaan te publiceren (onder toezicht van agenten van het ministerie). Invloedrijke notabelen werden door middel van fiches omschreven in functie van hun politieke overtuigingen, welvaart en relaties. Ook jonge meisjes van de welgestelde klasse met een huwbare leeftijd werden via lijsten geïnventariseerd om zich voor te bereiden op het huwelijk met jonge officieren van de napoleontische adel. Een bekend slachtoffer van censuur en ballingschap was Germaine De Staël omwille van haar boek De l'Allemagne. Volgens Savary kon enerzijds de verheerlijking van het Duitse volk en anderzijds het negeren van de Franse militaire successen tegen Pruisen niet getolereerd worden. Haar boeken en de drukpersen van uitgeverijen werden in grote mate vernietigd.

### Het complot van Malet (1812)

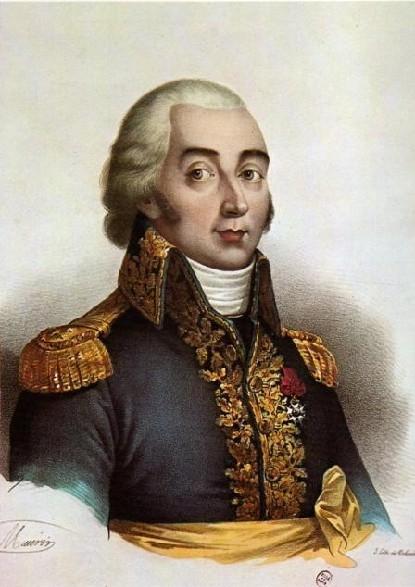
Generaal Malet.

De keizerlijke politie werd belachelijk gemaakt tijdens de staatsgreep van generaal Malet. Deze generaal, geïnterneerd wegens samenzwering, ontsnapte op 23 oktober 1812 rond drie uur 's ochtends uit zijn detentieplaats. Hij ging naar de dichtstbijzijnde kazerne met een vervalste senatus consultum: dit document omschreef zowel de dood van Napoleon in Rusland als de proclamatie van de heringerichte Franse Republiek. Met de hulp van een paar soldaten ging Malet naar de Force gevangenis en eiste hij de vrijlating van twee andere generaals die in gevangenschap vertoefden: Lahorie en Guidal. Ze sloten zich aan bij Malet. Om zeven uur 's morgens kwamen Guidal en Lahorie zonder problemen bij het politie ministerie aan en verrasten Savary aan zijn bed. Guidal, die op bevel van de minister gevangen zat, nam een wapen in beslag vastbesloten om de hertog te vermoorden, maar Lahorie, een voormalige wapenkameraad van Savary, kwam tussenbeide. Tot slot werd de minister gearresteerd en door Guidal naar de gevangenis gebracht. Savary's naaste medewerkers, Pasquier en Desmarets, hadden hetzelfde lot ondergaan, terwijl Lahorie de ambt overnam.
Malet, die tot dan toe alleen te maken had met goedgelovige soldaten of ambtenaren, kon generaal Hulin er niet van overtuigen zich bij de generale staf te vervoegen. In wanhoop schoot Malet hem van dichtbij neer, waarbij Hulin zijn kaak werd verbrijzeld. Twee ambtenaren, Laborde en Doucet, overmeesterden Malet en gingen naar het Ministerie van Politie, waar ze eveneens Lahorie arresteerden. Savary werd onmiddellijk vrijgelaten, terwijl de laatste samenzweerders uit de weg werden geruimd. Op zijn bevel werden er affiches op straat geplaatst die de bevolking op de hoogte brachten van het mislukken van het complot en bevestigden dat Napoleon nog in leven was.
Deze episode bracht Savary echter in diskrediet. De vertegenwoordiger van de almachtige Franse politiemacht, aan het hoofd van een uitgebreid netwerk van informanten en geheim agenten, was niet in staat om het complot van een gestoord man te dwarsbomen. Het ministerie werd zonder enige moeite overgenomen en Savary werd gearresteerd in zijn nachtjapon. Parijzenaars maakten spot van zijn onkunde en met name zijn gevangenschap. Zowel Savary als de minister van Oorlog Clarke hadden te weinig initiatieven ondernomen om de staatsgreep te voorkomen. Beide werden echter niet de laan uitgestuurd door Napoleon.

### De val van het Empire - Begin van de Restauratie (1813-1814)
Napoleon had ondanks de affaire Savary's hulp dringend nodig. Na de catastrofale terugtrekking uit Rusland en de nederlaag bij Leipzig (oktober 1813) leek de Zesde Coalitie op weg te zijn om la Grande Armée te verslaan. In een poging om de nationale samenhang te handhaven drong de keizer er bij zijn minister van Politie op aan om te zorgen voor een betere handhaving van de dienstplicht, censuur uit te breiden en om geloofwaardiger en robuustere propaganda te voeren.
In 1814 werd de Franse Campagne gestreden. Savary probeerde de bevelen van zijn meester zo goed mogelijk op te volgen maar hij beschouwde de overwinning van Frankrijk steeds meer als onwaarschijnlijk. Zijn toewijding aan Napoleon bleef echter intact. Napoleon benoemde Savary tot lid van het Regentschap.
Vanaf maart 1814 werd de situatie in de Franse hoofdstad kritiek. Savary omschreef Parijs in zijn correspondentie aan de keizer als "een stad aan het eind van haar hulpmiddelen en slagkracht". Op 27 maart 1814 besloten keizerin Marie-Louise en de luitenant-generaal van het Keizerrijk Jozef Bonaparte, tegen het advies van Savary en anderen in, de stad te verlaten. Jozef maakte echter een politieke fout door de beruchte (samenzweerder) Talleyrand in Parijs achter te laten. Op 30 maart 1814 onderhandelde Talleyrand met maarschalk Auguste de Marmont over de overgave van de stad. Savary vervoegde zich bij Marie-Louise in Blois op dat moment. Napoleon deed op 6 april troonsafstand te Fontainebleau.

### De Restauratie - De Laatste Honderd Dagen (1814-1815)
Savary vervoegde Napoleon niet tijdens de periode van de troonsafstand. De hertog trok zich terug op het platteland, uit vrees voor represailles van de koninklijke politiediensten. Hij werd in verdenking gesteld van het smeden van een complot om Napoleon te laten terugkeren van diens ballingschap op het eiland Elba.
In maart 1815 keerde Napoleon effectief terug naar Frankrijk en Parijs. Savary haastte zich om zich aan te sluiten bij zijn vroegere meester, die hem zonder veel enthousiasme ontving. De hertog van Rovigo had naar verluidt geweigerd te worden herbenoemd in zijn vorige functie. Het ministerie van Politie werd aan Joseph Fouché gegeven en Savary kreeg de titel van eerste inspecteur van de gendarmerie, met als taak de sluwe Fouché in de gaten te houden.

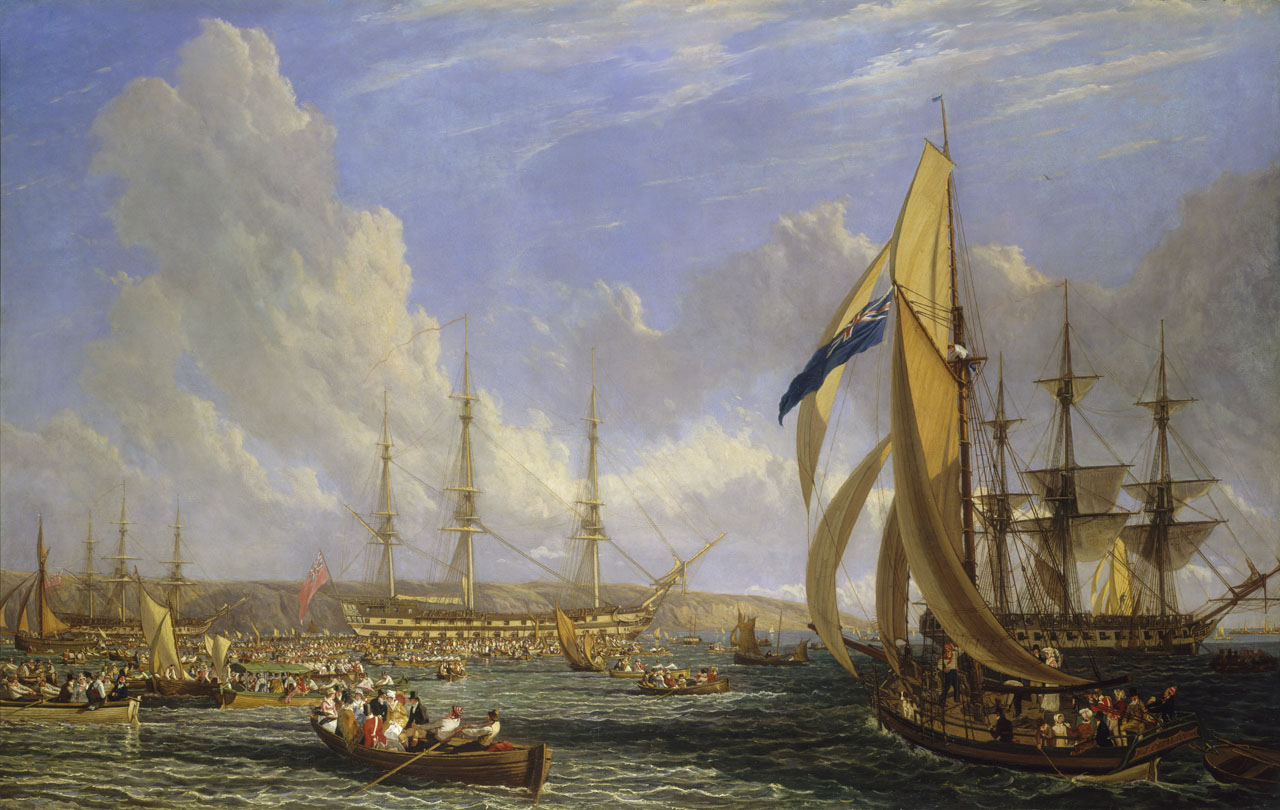
Napoleon en de HMS Bellerophon.

Op 21 juni had het nieuws uit Waterloo de aanhangers van de keizer het zwijgen opgelegd. In het Elysée drong Savary er bij Napoleon op aan om de tweede troonsafstand te ondertekenen. Daarna vergezelde Savary de keizer richting Rochefort en ging hij met hem aan boord van de HMS Bellerophon met bestemming Plymouth (15 juli 1815). Toen Napoleon in Engeland aankwam vernam de keizer dat hij naar het eiland Sint-Helena zou worden verbannen. De Britten stonden hem toe drie officieren als zijn begeleiders te kiezen, met uitzondering van Savary (voor zijn rol in de zaak van de hertog van Enghien) en generaal Lallemand (voor het verraad tegenover Lodewijk XVIII).

### Gevangene en ballingschap (1816-1818)
Later vernamen de twee generaals dat ze door Fouché op de beruchte liste de proscription van 24 juli 1815 waren geplaatst: een arrestatie en berechting voor de oorlogsraad stonden beide generaals te wachten bij hun terugkeer. Ze werden echter als krijgsgevangenen naar Malta gebracht.
De Britten wilden de twee officieren echter niet levenslang gevangen houden. De Britse Kroon wenste een goede verstandhouding te onderhouden met Frankrijk, waar hun proces binnenkort (bij verstek) toch uiteindelijk zou beginnen. Eind 1816 verlieten de Franse generaals hun Maltese gevangenis en gingen ze aan boord van een Engels schip op weg naar Odessa en kwamen aan in Smyrna. Daar vernam Savary de uitkomst van zijn proces in januari 1817: de Kamer veroordeelde hem tot de dood.
De hertog en Lallemand verlieten Smyrna en het Ottomaanse Rijk, vanwaar ze op verzoek van de Franse ambassadeur werden verdreven naar het Oostenrijkse keizerrijk. Wanneer hij in juni 1817 in Triëst aankomt werd Savary door de autoriteiten herkend, gearresteerd en onder huisarrest naar Gratz gebracht. Een jaar later stemde Metternich ermee in om de hertog van Rovigo terug te laten gaan naar Smyrna, waar hij in de tussentijd met wisselend succes handelsbetrekkingen onderhield. Na een onderhoud met een Franse officier van de Koninklijke Marine in april 1819 vernam Savary dat de Franse autoriteiten overwogen hem naar een andere stad in het Ottomaanse Rijk te verjagen. Hij omzeilde de Turken en vertrok in het geheim naar Londen. Op advies van zijn familie en vrienden koos hij er vervolgens voor om terug te keren naar Frankrijk en daar een tweede vonnis te verkrijgen.

### Terugkeer naar Frankrijk (1819-1828)

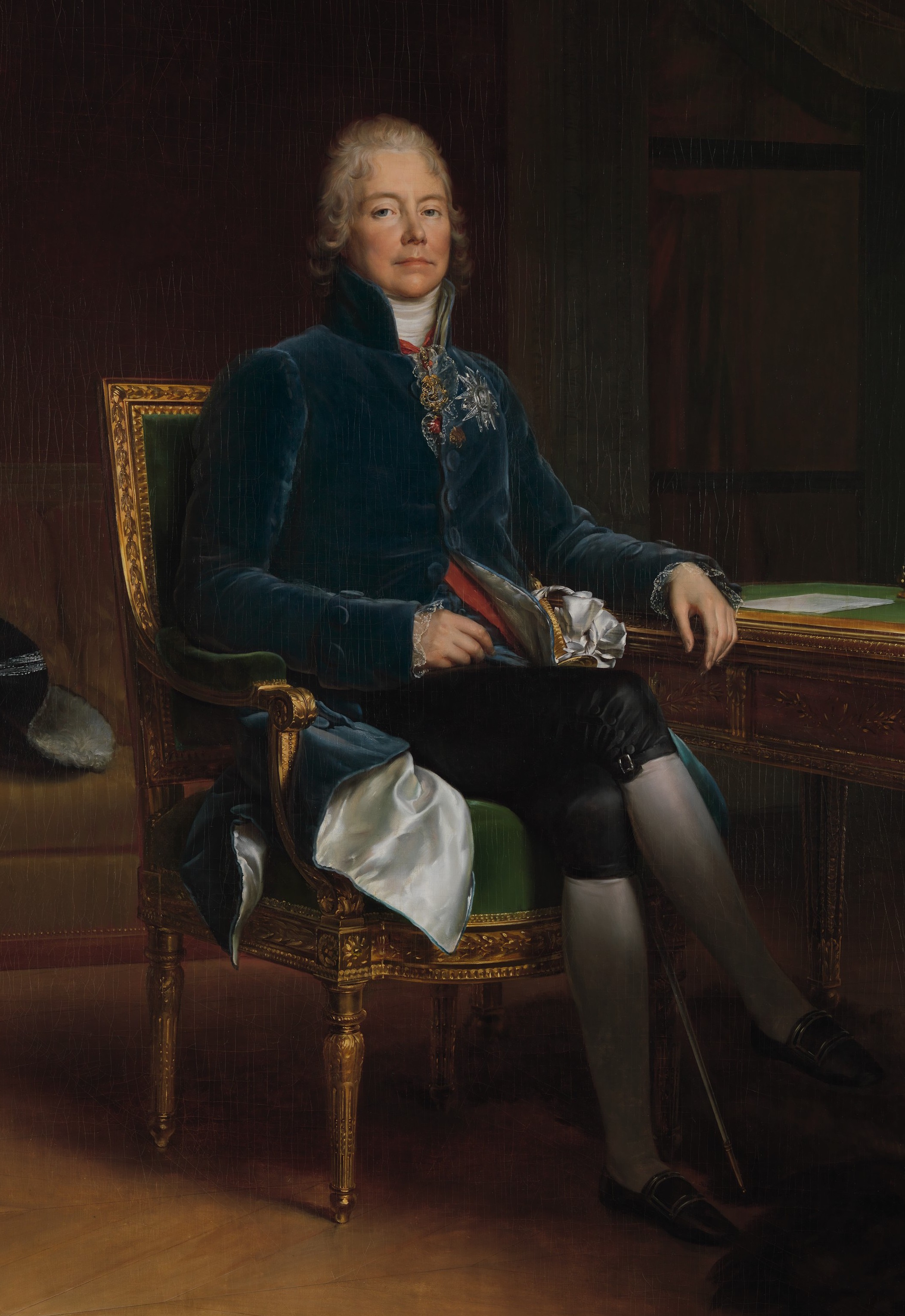
Charles-Maurice de Talleyrand-Périgord.

Op 27 december 1819 begon het tweede proces van de hertog van Rovigo voor de oorlogsraad. Verdedigd door Dupin, de advocaat die maarschalk Michel Ney vertegenwoordigde in diens proces, moest Savary dezelfde aanklacht weerleggen als in zijn proces van 1816, namelijk zijn rol tijdens de Honderd Dagen aan de zijde van Napoleon. Aan het einde van de stemming werd Savary unaniem vrijgesproken. Hij werd hersteld in zijn titels en waardigheid maar niet in zijn taken en kreeg geen overheidsopdrachten.
Savary had nog steeds een zeer slechte reputatie bij de royalisten, die hem de schuld gaven voor zijn rol in de executie van de hertog van Enghien. Hij besloot daarom zijn visie van de feiten te laten publiceren. Op 30 oktober 1823 verscheen een eerste uitgave waarin Savary de verantwoordelijkheid van Talleyrand in de zaak Enghien aantoonde. Talleyrand reageerde snel en vakkundig door een efficiënte perscampagne tegen de hertog te voeren. Hij verkreeg ook de goedkeuring van het koninklijk hof, dat toestemming had gegeven voor de publicatie van zijn pleidooi tegen Savary. Talleyrand behaalde een politieke overwinning: de koning koos officieel zijn kant en verbood de hertog toegang tot de Tuilerieën. Kort na deze affaire ging de hertog op 3 december 1823 op 49-jarige leeftijd met pensioen.
In 1828 publiceerde Savary zijn memoires "ten dienste van de geschiedenis van keizer Napoleon", in acht delen, om te reageren op de beschuldigingen van zijn tegenstanders maar ook voornamelijk om zijn versie van het napoleontische epos te vertellen. Het werk werd een succes. Het jaar daarop vertrok Savary uit Frankrijk richting Italië.

### Gratie - Algerije - Overlijden (1829-1833)

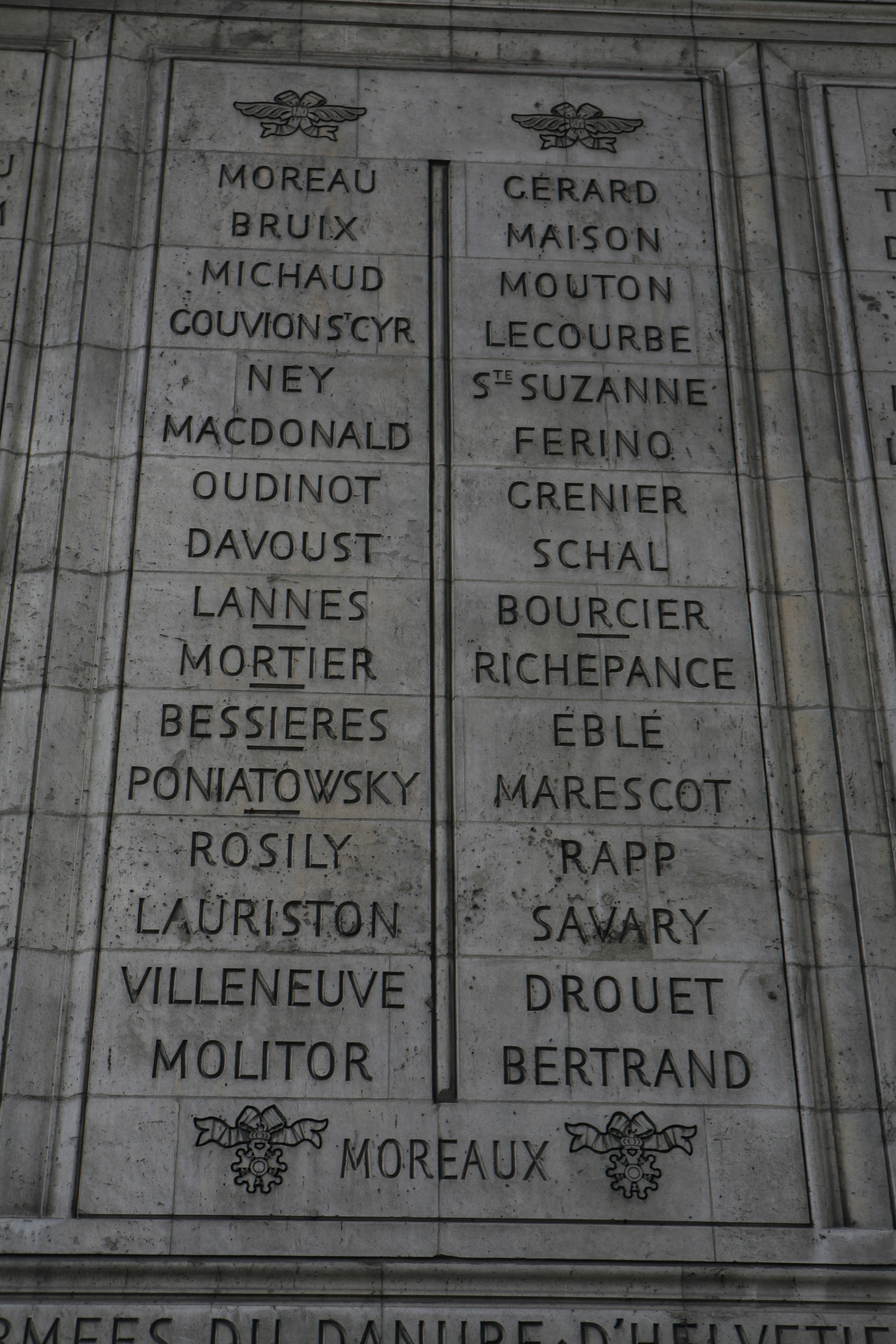
Savary's naam op de Arc de Triomphe.

Tijdens zijn Italiaanse intermezzo vernam Savary het nieuws rond de aftreding van Karel X en de start van de Julimonarchie. Hij keert terug naar Frankrijk om zijn diensten aan te bieden aan Louis Philippe I, dankzij de steun van de toenmalige minister van Buitenlandse Zaken en oude vriend Horace Sébastiani. Toetreding tot het koninklijk hof werd opnieuw toegelaten.
Op 6 december 1831 keerde Savary terug naar de functie van bevelhebber van de Franse troepen dankzij de veldtocht in Algerije. Zijn orders bestonden er in om de kustlijn te veroveren en het binnenland te overheersen met de hulp van de lokale stammen.
In die tijd had het Franse leger alleen Algiers, Oran en Mers-el-Kébir onder controle. Aanvankelijk was het gezag over het niet-militaire bestuur in Algerije in handen van intendant Pichon, met wie Savary de macht moest delen. Strubbelingen met Pichon bleven niet uit en de intendant werd uiteindelijk op 12 mei 1832 onder Savary's bevel geplaatst. De bouw van nieuwe infrastructuur (zoals scholen) gingen gepaard met koloniaal geweld (voornamelijk executies) door toedoen van opstandige sjeiks en mammelukken leiders. Savary's heerschappij destabiliseerde de regio aanzienlijk.
Savary werd begin 1833 ziek en werd op 3 maart 1833 teruggeroepen naar Frankrijk. Hij stierf in Parijs op 2 juni ten gevolge van een vorm van kanker aan het strottenhoofd.
In juli 1833 werd in het verslag van een parlementaire onderzoekscommissie Savary's beleid in Algerije duidelijk veroordeeld.
De naam van de hertog staat gegraveerd aan de oostzijde op de Arc de Triomphe. Zijn graf bevindt zich op de begraafplaats van Père-Lachaise.
- Bibsys: 4095376
- Bibliothèque nationale de France: cb12425645c (data)
- Biografisch Portaal: 89120041
- Gemeinsame Normdatei: 119241226
- International Standard Name Identifier: 0000 0001 1022 5033
- Library of Congress Control Number: n87896516
- Base Léonore: LH//2471/25
- Nationale Bibliotheek van Tsjechië: mzk2009532937
- Nationale Bibliotheek van Israël: 987007267481205171
- Nationale Bibliotheek van Polen: a0000001779762
- Nederlandse Thesaurus van Auteursnamen: 070540063
- Istituto Centrale per il Catalogo Unico: LO1V134534
- LIBRIS: 287100
- SNAC: w6kj5btd
- Système universitaire de documentation: 033385378
- Virtual International Authority File: 22231617
- WorldCat: E39PBJfrMDjHTqRjd9XbdwrTHC